# Kurogane (manga)
Kurogane (クロガネ?) es un manga japonés creado por Ikezawa Haruto que comenzó a publicarse en las páginas de la Shōnen Jump en noviembre de 2010.
Los tomos son recopilados por Shūeisha y, hasta la fecha, cuenta con 6 tomos.

## Argumento
Kurogane es un muchacho con cero aptitudes para el deporte y cualquier actividad atlética.
Cuando Tsubame, la chica que se sienta junto a él en clase, le invita a unirse al club de kendo, él la rechaza amablemente. Poco más tarde, de camino a casa, el muchacho es atacado por el fantasma de una misteriosa espadachín.
Así comenzará una historia de kendo y juventud.

## Personajes principales
- Kurogane Hiroto es el personaje principal de la historia. Es un negado para cualquier deporte y, por ello, no quiere, al principio, formar parte del club de kendo. Usa gafas aunque tiene una extraordinaria visión que le hace ser un gran maestro del kendo.

- Sayuri es una espadachín del final de periodo Edo, fue el mayor maestro del estilo "Sakura Ittō-ryū" e intenta enseñárselo a Kurogane. Para que la gente no descubra su auténtica faceta, se esconde en el interior de una muñeca.

- Hazakura Shido es el espadachín más fuerte de Tokio. Tiene una lesión en la muñeca izquierda que le impide sacar todo su potencial. Es terco e inflexible.

- Shiratori Otsudori es el gerente del club de kendo del instituto.

- Yotaka Taizan, capitán de kendo. Espadachín conocido en Japón con el nombre de "Espada Sagrada".